# Kraftwerk Kurachowe
Das Kraftwerk Kurachowe ist ein Kohlekraftwerk in Kurachowe, Oblast Donezk, Ukraine. Es ist im Besitz von DTEK und wird auch von DTEK betrieben.

## Geschichte
Ursprünglich wurde das Kraftwerk 1941 mit einer Leistung vom 50 MW in Betrieb genommen. Im Zweiten Weltkrieg wurde es zweimal von deutschen Truppen besetzt und bei ihrem Abzug 1943 weitgehend zerstört. 1946 erfolgte die Wiederinstandsetzung. Im selben Zeitraum wurde eine 110-kV-Freileitung nach Pokrowsk gebaut. Deren Masten stammen ursprünglich aus dem Raum Trattendorf und wurden als Reparationsleistung demontiert und zwischen Kurachowe und Pokrowsk wiedererrichtet. Westlich Selydowe existiert (Stand 2021) noch ein Teil dieser Leitung.
1964 wurde eine zweikreisige 330 kV-Freileitung nach Saporischschja gebaut. Diese verläuft auf drei parallelen Masten, welche jeweils zwei Kabel führen. Die Leiter der äußeren beiden Leitungen bilden zusammen mit je einem Leiter der inneren Leitung je ein System.
Ab dem Jahr 1972 wurde das Kraftwerk umfangreich modernisiert und ausgebaut.

## Kraftwerksblöcke
Das Kraftwerk besteht aus insgesamt 7 Blöcken, die von 1972 bis 1975 in Betrieb gingen. Die folgende Tabelle gibt einen Überblick:
| Block | Max. Leistung (MW) | Betriebsbeginn | Turbine | Generator | Dampfkessel | Status     |
| ----- | ------------------ | -------------- | ------- | --------- | ----------- | ---------- |
| 1     | 200                | 1972           | LMZ     |           | Taganrog    | in Betrieb |
| 2     | 210                | 1973           | LMZ     |           | Taganrog    | in Betrieb |
| 3     | 222                | 1973           | LMZ     |           | Taganrog    | in Betrieb |
| 4     | 210                | 1973           | LMZ     |           | Taganrog    | in Betrieb |
| 5     | 225                | 1974           | LMZ     |           | Taganrog    | in Betrieb |
| 6     | 210                | 1974           | LMZ     |           | Taganrog    | in Betrieb |
| 7     | 210                | 1975           | LMZ     |           | Taganrog    | in Betrieb |